# Харта
Харта (нем. Hartha) — город в Германии, в земле Саксония. Подчинён административному округу Кемниц. Входит в состав района Дёбельн.  Население составляет 7770 человек (на 31 декабря 2010 года). Занимает площадь 54,29 км². Официальный код  —  14 3 75 070.